# Jordi Corominas Escudé
Jordi Corominas Escudé ( Balsareny, Bages, 17 de marzo de 1961) es doctor en filosofía, licenciado en filosofía y diplomado en teología.  De 1983 a 1987  fue profesor del colegio Lestonnac y del Instituto Fort Pius de Barcelona. De 1987 a 1990 ejerció de profesor en el Instituto Nacional San Carlos Borromeo de San Carlos ( Río San Juan) y participó en la creación y organización de la biblioteca la Huaca. De 1990 a 1997 fue profesor de filosofía en la Universidad Centroamericana (UCA) de Managua donde trabajó en la reforma de los programas de filosofía, en la edición de cuadernos pedagógicos, y en la creación del seminario Zubiri-Ellacuría. En el Barrio René Cisneros Archivado el 13 de septiembre de 2022 en Wayback Machine. de Managua participó en la organización y la creación de la biblioteca Oscar Romero y en la canalización de las aguas negras.
De 1997 a 2001 fue profesor de filosofía en la Universidad Centroamericana José  Simeón Cañas de San Salvador donde dirigió el doctorado de filosofía iberoamericana de la Universidad Centroamericana de San Salvador. A finales del año 2001, a raíz de los terremotos de San Salvador, se fue con su familia a vivir a Villeneuve-sur-lot en Francia.
De 2002 a 2009, gracias a una beca de la Fundación Xavier Zubiri-Ministerio de Cultura, se dedicó a la elaboración de una base de datos y ordenación del archivo de la fundación Xavier Zubiri de Madrid y a varios trabajos de investigación sobre este autor entre los que destaca la biografía de Xavier Zubiri. Fue también durante estos años representante de la Asociación UNAFAM del departamento del Lot et Garonne y profesor invitado de la Universidad Iteso de Guadalajara,   y de la Cátedra Kino Fe y Cultura de la Universidad Iberoamericana de León, Puebla y México DF (2001-2005-2006) en México.
Desde el año 2010 reside en San Julián de Loria (Andorra) y es profesor del Instituto Superior de Ciencias Religiosas de Cataluña (ISCREB) donde imparte asignaturas en un máster de diálogo interreligioso e intercultural y en un diplomado de mitología. En 2011 cofundó la asociación Música para vivir Judit Ribas de dónde es uno de los dirigentes, y el grupo excursionista Colla dels Vius. Y el año 2014 fue cofundador y codirector, junto con Joan Albert Vicens, de la revista Periferia. Cristianismo, Postmodernidad, Globalización.
Su trabajo filosófico se concentra en la filosofía de Zubiri y en el desarrollo de una filosofía primera de raíz fenomenológica inspirada en su maestro Antonio González que intenta proyectar sobre todo en el ámbito de la  ética y de la filosofía de la religión. Su trabajo más importante ha sido (con Joan Albert Vicens) Xavier Zubiri. La Soledad Sonora (Madrid: Taurus, 2006), la primera biografía del filósofo vasco, traducida al francés por Vicent Pelbois.

## Obras principales
- Ética primera, aportación de X. Zubiri al debate ético contemporáneo. Ed. Desclée de Brouwer, Bilbao, 2000. ISBN 9788433014573
- Edición, presentación y anotación de X. Zubiri, Tres dimensiones del ser humano: individual, social, histórica, Alianza Editorial, Madrid, 2006. ISBN 9788420690889
- Zubiri y la religión, Cátedra, Eusebio Francisco Kino, SJ, Puebla, México, 2009. ISBN 9709720473

### En coautoría
- J. Corominas, JA Vicens, Xavier Zubiri : la soledad sonora (en castellano). Madrid: Taurus, 2006 (Memorias y biografías). ISBN 8430606033 .
- J. Corominas, J. Ribas, A. González, Y se embrutaron las manos, Barcelona: Hogar del Libro, 1989, ISBN 8472793672
- J. Corominas, J. Ribas, Traducción de A. Milne, Winnie el Pu, Barcelona: La Magrana, 1988, ISBN 8474103670
- J. Corominas, J. Ribas , Identidad y pensamiento Latinoamericano, UCA, Managua, 1992.
- J. Corominas, JA Vicens, Conversaciones sobre Xavier Zubiri . PPC, Madrid, 2008. ISBN 9788428817929 .
- J. Corominas, JA Vicens, Edición, introducción y notas de Xavier Zubiri, Introducción a la filosofía de los griegos . Madrid: Fundación X. Zubiri-Alianza Ed.., 2018. ISBN 9788491810162
- J. Corominas, Llorenç Planes, Morir en Cavall dels Vents, Editorial Andorra, 2019. ISBN 9789992075135

### Traducciones
- J. Corominas, J. Ribas, Traducción de A. Milne, Winnie el Pu, Barcelona: La Magrana, 1988. ISBN 9788474103670
- J. Corominas, J. Ribas, Traducción de A. Milne, La casa en el Paseo de Pu, Barcelona: La Magrana, 1993. ISBN 8474106893
- J. Corominas, J. Ribas, Traducción y estudio preliminar de Comandante Barbara, Barcelona: Instituto del teatro, 1996. ISBN 9788477944256
- J. Corominas, J. Ribas, traducción y estudio preliminar de San Anselmo, Proslogion, Madrid: Tecnos, 1998. ISBN 8430931317